# Badminton 1951
Höhepunkte des Badmintonjahres 1951 waren die All England, die Denmark Open, die Irish Open, die Scottish Open und die French Open. 
==Internationale Veranstaltungen ==
| Veranstaltung | Herreneinzel   | Dameneinzel           | Herrendoppel                  | Damendoppel                 | Mixed                           |
| ------------- | -------------- | --------------------- | ----------------------------- | --------------------------- | ------------------------------- |
| All England   | Wong Peng Soon | Aase Schiøtt Jacobsen | David Choong Eddy Choong      | Tonny Ahm Kirsten Thorndahl | Poul Holm Tonny Ahm             |
| Denmark Open  | Wong Peng Soon | Tonny Ahm             | Ong Poh Lim Ismail Marjan     | Tonny Ahm Kirsten Thorndahl | Arve Lossmann Kirsten Thorndahl |
| French Open   | Ong Poh Lim    | Betty Grace           | Ong Poh Lim Ismail Marjan     | Queenie Webber Audrey Stone | Eddy Choong Queenie Webber      |
| Malaysia Open | Wong Peng Soon | Cecilia Samuel        | Chan Kon Leong Abdullah Piruz | Cecilia Samuel Lim Kit Lin  | Goh Chong Hong Valentine Chan   |